# 1828 en France
Chronologie de la France
- 1824
- 1825
- 1826
- 1827
- 1828
- 1829
- 1830
- 1831
- 1832

Cette page concerne l'année 1828 du calendrier grégorien.

## Événements
- 4 janvier : chute du ministère Villèle ; début du gouvernement de compromis de Martignac[1]. Il échoue dans sa tentative de se concilier la gauche. Il reste cependant au pouvoir plus de dix-huit mois, dissipant les illusions des libéraux et enracinant celles de Charles X.

- 6 janvier : suppression de la direction de la police générale[1].

- 5 février : discours de la couronne, à l'ouverture de la session des Chambres[1].
- 10 février : création d'un ministère de l'instruction publique séparé des affaires ecclésiastiques, dont le portefeuille est donné à Vatimesnil[1].
- 23 février : Antoine Berthet est exécuté Place Grenette, à Grenoble après avoir tenté d’assassiner sa maîtresse Madame Michoud. Avec l'affaire Lafargue, l'affaire Berthet fait partie des piliers d'inspiration du roman de Stendhal, Le Rouge et le Noir.
- 3 mars : Hyde de Neuville est nommé au ministère de la marine, Feutrier aux cultes[1].

- 20 avril-4 mai : René Caillié séjourne à Tombouctou[2].

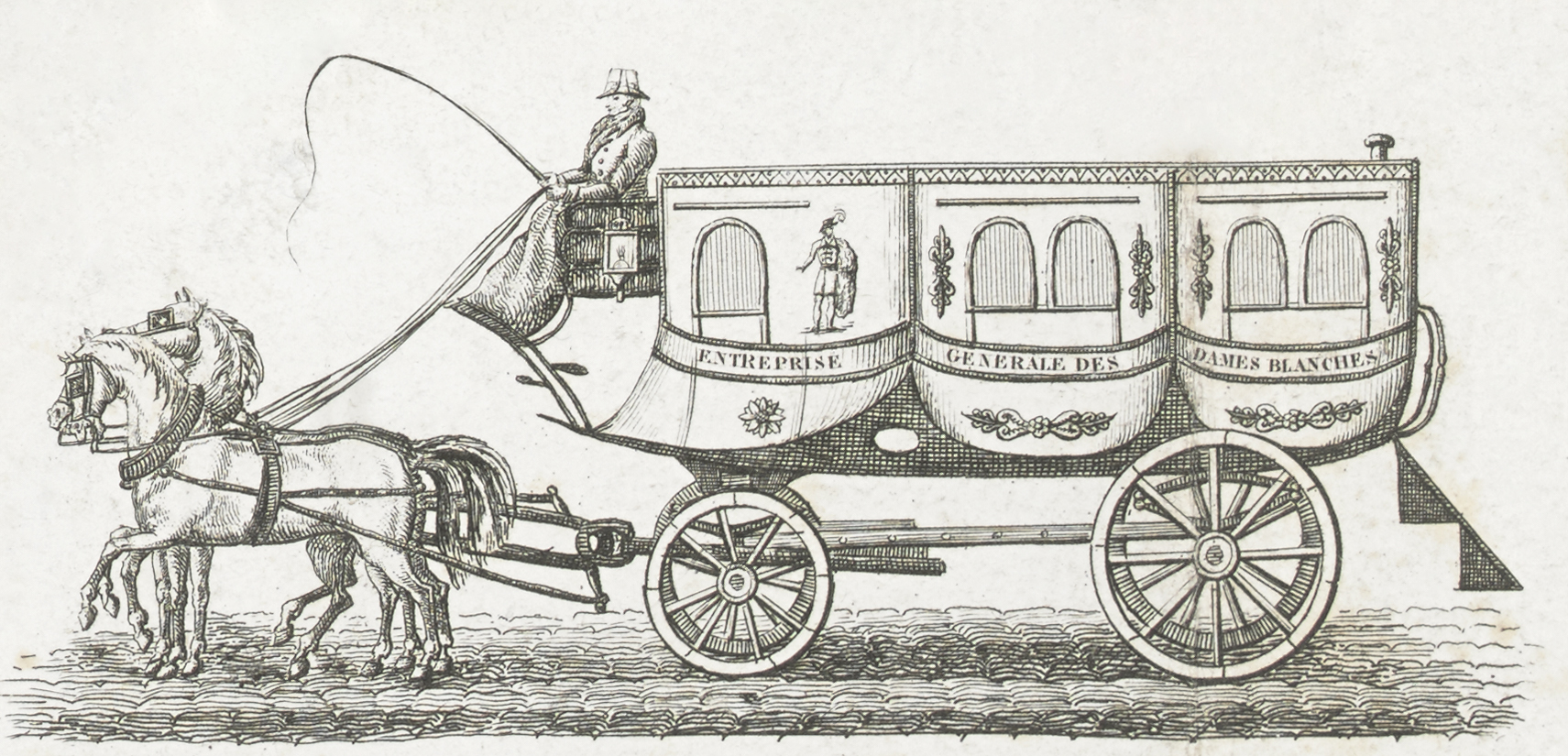
Plan de la ville de Paris représentant les nouvelles voitures publiques - Entreprise générale des Dames Blanches.

- 14 mai : le Nantais Stanislas Baudry obtient l'autorisation de fonder une compagnie d'omnibus à Paris, l'Entreprise Générale des Dames Blanches, formée le 3 juin[3].

- 16 juin : loi limitant les possibilités des petits séminaires de concurrencer les collèges royaux[1]. Son exécution est partout éludée.
- 28 juin : fondation de la Société de devoir mutuel par les canuts de Lyon, dirigée par Joseph Bouvery, issue de la scission de la Société de Surveillance et d’Indication mutuelle fondé par Pierre Charnier en 1827. Elle rassemble 8000 chefs d’ateliers[4].

- 2 juillet : loi sur la révision annuelle des listes électorales et du jury[1].
- 18 juillet : loi sur les journaux et les écrits périodiques[1].
- 30 juillet : première ascension du Mont Pelvoux par le capitaine Durand,  A. Liotard et J.-É. Matheoud[5].
- 31 juillet : mission scientifique en Égypte, avec Jean-François Champollion (fin en 1830)[6].

- 12 août : Martignac, ministre de l'intérieur,  présente un rapport au roi sur l'état déplorable des routes[7]. Un rapport de la Chambre des pairs estime que sur 8 384 lieues de routes royales théoriques, 4 572 sont dégradées, 860 inachevées et 365 encore à ouvrir[8].
- 17 août : départ de Toulon de la première division de l’expédition française en Morée (1828-1829) de Maison[9]. Il en occupe les places fortes et ne perd que 43 hommes.
- 18 août : clôture de la session parlementaire[1].

- 6-7 octobre : occupation de Navarin, Modon et Coron par la division française[1].

- 5 novembre : un haut-fourneau est mis à feu sur la commune de Firmi, au lieu dit « La Forézie ». Peu après, le duc Decazes installe des forges au lieu-dit Lassalle, dans l’Aveyron, qui entrent en activité en octobre 1831. Une ville se développe, et le 3 novembre 1833 elle est séparée de la commune d'Aubin et prend le nom de Decazeville[10].
- 23 novembre : rentrée en France des dernières troupes qui occupaient l'Espagne[1].

- Fondation de la « société républicaine », appuyée par des journalistes de La Tribune des départements et de La Jeune France[8].